# В Крыму не всегда лето
«В Крыму́ не всегда́ ле́то» — советский художественный фильм о российском революционере и советском партийном деятеле Дмитрии Ульянове.

## Сюжет
Историко-биографическая картина, рассказывающая о младшем брате Ленина — Дмитрии, который руководил становлением советского курортного здравоохранения в Крыму после Гражданской войны.

## Съёмочная группа
- Режиссёр — Виллен Новак
- Сценаристы — Игорь Болгарин, Виктор Смирнов
- Оператор — Вадим Авлошенко
- Композитор — Владислав Кладницкий
- Художник-постановщик — Лариса Токарева

## В ролях
- Александр Ткаченок[бел.] — Дмитрий Ульянов
- Юрий Каюров — Владимир Ленин
- Нора Грякалова — Розалия Землячка
- Валерий Баринов — Юрий Гавен
- Борис Быстров — Бела Кун
- Тарас Денисенко — Озорнов
- Ульмас Алиходжаев — Салямов
- Михаил Жигалов — Аргинский
- Николай Гринько — Гордей Филиппович Нащёкин
- Александр Лазарев — Николай Семашко
- Андрей Ростоцкий — Карельцев
- Инара Слуцка — Александра Фёдоровна
- Евгений Лазарев — Максимилиан Волошин
- Юрий Заборовский — Евгений Станиславович Дзерновский
- Игорь Богодух — Вениамин Борисович Арш
- Сергей Балабанов — Иван Папанин
- Анатолий Васильев — Микола Андреевич Шевченко (озвучивал Алексей Золотницкий)

## Съёмки
Съёмки фильма проходили в Симферополе, Ялте и Феодосии.